# Otway Cuffe (1er comte de Desart)
Otway Cuffe, 1er comte de Desart (25 novembre 1737 - 9 août 1804) est un pair et un avocat anglo-irlandais.

## Biographie
Il est le deuxième fils de John Cuffe, 1er baron Desart et de sa deuxième épouse, Dorothea Gorges. Il fait ses études à Christ Church, Oxford. Il est avocat et membre de l'Inner Temple en 1756. Le 25 novembre 1767, il succède à son frère aîné, John Cuffe, 2e baron Desart, et occupe son siège à la Chambre des lords irlandaise. Il est maire de Kilkenny entre 1771 et 1772 et de nouveau entre 1779 et 1780. Le 6 janvier 1781, il est créé vicomte Desart, de Desart, dans le comté de Kilkenny, dans la pairie d'Irlande. Il est nommé comte de Desart et vicomte Castlecuffe, également des titres de la pairie d'Irlande, le 4 décembre 1793. Après la mise en œuvre des Actes d'Union de 1800, il est élu parmi les 28 représentants irlandais d'origine et siège à la Chambre des lords jusqu'à sa mort, quatre ans plus tard.
Il épouse Lady Anne Browne, fille de Peter Browne, 2e comte d'Altamont et Elizabeth Kelly, le 18 août 1785. Ensemble ils ont trois enfants. Son fils aîné, John Cuffe (2e comte de Desart), lui succède.